# Protaetia aethiessina
Protaetia aethiessina är en skalbaggsart som beskrevs av Edmund Reitter 1891. Protaetia aethiessina ingår i släktet Protaetia och familjen Cetoniidae. Inga underarter finns listade i Catalogue of Life.